# Sokndal
Sokndal es un municipio en la provincia de Rogaland, Noruega, siendo el más meridional y distante de su territorio. Es parte del distrito tradicional de Dalane. En 2015 contaba con 3309 habitantes y su centro administrativo es el pueblo de Hauge.

## Historia
La parroquia de Soggendal fue establecida como municipio el 1 de enero de 1838. El pequeño lugar de embarque de Sogndal se separó de Sokndal como municipio propio en 1858, pero se fusionó de nuevo con Sokndal en 1944.
Sogndalstrand es un pintoresco pueblo de pescadores, lo que pudo haber influido en que el municipio fuera en primero en Noruega en ser miembro del movimiento Cittaslow.
El fiordo Jøssingfjord, conocido por el Incidente del Altmark, también se encuentra en Sokndal. El lago Eiavatnet constituye la frontera del municipio.

## Nombre
La forma del nombre en nórdico antiguo era Sóknardalr. El primer elemento es el caso genitivo del nombre del río Sókn (ahora Sokna) y el último elemento es dalr que significa «valle». El nombre del río se deriva de la sœkja, verbo que significa «buscar», por lo que el significado es «el río que busca (encuentra/fuerza) su camino». Antes de 1918, el nombre fue escrito Sogndal.

## Escudo de armas
El escudo de armas data de tiempos modernos. Les fue concedido el 8 de julio de 1988. Los brazos muestran tres picos para simbolizar la importancia de la minería y la agricultura en el municipio. Fue diseñado por Johan Digernes de Haugesund.

## Geografía
Los lagos glaciares de la región incluyen el Grøsfjellvatnet.

## Economía
En Tellnes, cerca de Hauge i Dalane, está la mayor mina de ilmenita a cielo abierto del mundo, dirigida por Titania AS, y que suministra el 10 % de la producción mundial de ilmenita.